# Endstation Sehnsucht (1984)
Endstation Sehnsucht ist ein US-amerikanisches Fernseh-Drama von John Erman aus dem Jahr 1984. Die Literaturverfilmung basiert auf dem gleichnamigen Theaterstück von Tennessee Williams. In den Hauptrollen agieren Ann-Margret als Blanche DuBois, Treat Williams als ihr Schwager Stanley Kowalski sowie Beverly D’Angelo als Blanches Schwester Stella DuBois-Kowalski und Randy Quaid als Mitch Mitchell, der sich für Blanche interessiert.

## Handlung
Nachdem Blanche DuBois ihr Haus in Laurel, Mississippi verloren hat, reist sie zu ihrer Schwester Stella Kowalski nach New Orleans, um dort für eine Weile zu wohnen. Da sie wegen eines Nervenzusammenbruchs auch ihren Job als Lehrerin verloren hat, erhofft sie sich bei Stella etwas Erholung. Doch bereits bei ihrer Ankunft in der Elysian Field 632 ist Blanche über die Verhältnisse schockiert, in denen ihre jüngere Schwester lebt. Auch über Stellas Mann, den polnischstämmigen Arbeiter Stanley Kowalski, hat Blanche keine gute Meinung, haben die DuBois doch wegen ihrer aristokratischen Abstammung ganz andere Ansprüche. Stanley lässt sich jedoch diese Arroganz in seinem Haus nicht gefallen. Er wird schnell aggressiv und ist nicht bereit, sich an den ungebetenen Gast zu gewöhnen. So verliert er auch völlig die Beherrschung, als er sich während eines Pokerspiels mit seinen Freunden durch die Lautstärke von Blanches Radio gestört fühlt. Er stürmt in ihr Zimmer, wirft das Radiogerät aus dem Fenster und sucht anschließend nach Stella, um sie zu schlagen. Seine Freunde können ihn gerade noch davon abhalten, seine Frau ernsthaft zu verletzen. Nur wenige Augenblicke später tut ihm alles leid, sodass er nach draußen in den Regen läuft, um nach ihr zu rufen. Stella hört seinen leidenschaftlich-verzweifelten Schrei, geht zu ihm und umarmt und küsst ihn.
Am nächsten Morgen zeigt sich Blanche entsetzt darüber, dass Stella ihrem Mann sein Fehlverhalten einfach so verzeiht. Sie müsse sich von Stanley trennen, diesem Tier, diesem unzivilisierten Barbaren. Aber Stella findet nicht nur, dass Blanche die harmlose Situation überbewertet, sondern mit ihrer Attitüde auch noch weitere Probleme provoziert. Ihre Leidenschaft zu Stanley ist weiter ungebrochen. Dabei weiß auch Blanche, was Leidenschaft ist, denn als später ein junger Mann vom Evening Star erscheint, flirtet sie so heftig mit dem Jüngling, dass ein leidenschaftlicher Kuss folgt. Mit dem netten Mitch hätte sie dabei eigentlich einen Mann, den sie küssen sollte. Nur hält sie sich bei ihm zurück und schenkt ihm selten mehr als eine Umarmung. Bei einem abendlichen Date mit ihm erzählt sie ihm dann aber doch ihre Leidensgeschichte. Sie sei einst verheiratet gewesen und habe erst zu spät bemerkt, dass ihr Mann homosexuell sei. Da sie ihn jedoch geliebt habe, sei sie bei ihm geblieben. Als aber auch die Nachbarn seine Homosexualität bemerkt hätten, habe er sich durch einen Kopfschuss getötet. Nach dieser Offenbarung nimmt Blanche Mitchs Heiratsantrag an.
Doch derweil hat sich Stanley umgehört, um Blanches Geschichte zu überprüfen. Fast alles, was sie erzählte, stellt sich als Lüge heraus. So hat sie ihre Stelle als Lehrerin nicht wegen eines Nervenzusammenbruchs verloren, sondern weil sie sich mit einem 17-jährigen Jungen eingelassen hatte. Außerdem war sie nicht wirklich beliebt und verbrachte Zeit mit mehreren Männern in zwielichtigen Hotels. Stanley ist entschlossen, Mitch zu warnen, damit er nicht die falsche Frau heiratet. Als er jedoch Stella von seinem Vorhaben erzählt, will diese davon nichts wissen. Blanche indes bemerkt nach einer Weile, dass etwas nicht stimmt, weil Mitch sich längere Zeit nicht bei ihr meldet. Doch eines Abends erscheint er dann völlig aufgelöst bei ihr und will wissen, was mit ihr nicht stimme. Sie gesteht ihm all ihre Lügengeschichten. Nach dem Tod ihres Mannes sei sie in ihrem Leben ohne Halt gewesen und habe mit all diesen Männergeschichten versucht, wieder Sicherheit zu finden. Erst bei Mitch sei ihr dies gelungen. Obwohl Mitch wütend ist, begehrt er Blanche noch immer und küsst sie. Da sie aber unzüchtig gelebt habe, sei sie für ihn als Ehefrau ungeeignet und auch seine Mutter werde Blanche nicht akzeptieren. Eine Heirat käme daher für ihn nicht mehr in Frage. Blanche reagiert hysterisch und schreit schließlich so laut herum, dass Mitch die Flucht ergreift.
Als Stanley an diesem Abend nach Hause kommt, findet er eine völlig betrunkene, tanzende Blanche vor. Sie phantasiert vor sich hin, dass sie bereit sei für eine Kreuzfahrt in die Karibik, die ein Millionär aus Dallas ihr, der kultivierten Dame, spendiert habe. Skeptisch hört Stanley ihr zu, bevor er ihre Phantastereien als Lügen entlarvt. Blanche reagiert darauf hysterisch, schlägt eine Flasche an der Tischkante auf und bedroht Stanley damit. Er wird wütend, überwältigt und vergewaltigt sie. Dieses traumatische Erlebnis führt dazu, dass Blanche in der folgenden Zeit nur noch davon phantasiert, sich auf einer Kreuzfahrt zu befinden. Da sie bereits mehrfach gelogen hat, glaubt ihr niemand, auch Stella nicht, dass sie von Stanley vergewaltigt worden ist.
Blanches Zustand verschlimmert sich zusehends, sodass Stella schweren Herzens die Entscheidung treffen muss, ihre Schwester einweisen zu lassen, während sie sich selbst in den Armen ihres geliebten Stanleys in Sicherheit wähnen darf.

## Entstehung und Veröffentlichung
| Figur                   | Darsteller       | Deutscher Sprecher |
| ----------------------- | ---------------- | ------------------ |
| Blanche DuBois          | Ann-Margret      | Rita Engelmann     |
| Stanley Kowalski        | Treat Williams   | Detlef Bierstedt   |
| Stella DuBois-Kowalski  | Beverly D’Angelo | Ulrike Möckel      |
| Harold „Mitch“ Mitchell | Randy Quaid      | Wolfgang Kühne     |
| Eunice                  | Erica Yohn       | Sigrid Lagemann    |
| Pablo                   | Rafael Campos    | Wilfried Herbst    |
| Steve                   | Ric Mancini      | Gerd Duwner        |
| Doktor                  | Fred Sadoff      | Hans Nitschke      |
| Krankenschwester        | Elsa Raven       | Sonja Deutsch      |
| mexikanische Frau       | Tina Menard      |                    |
| Lieferjunge             | Raphael Sbarge   | Michael Deffert    |
| Führungspersönlichkeit  | Oscar Flores     |                    |
| Barkeeper               |                  | Dieter Kursawe     |
| Mann an der Bar         |                  | Thomas Petruo      |

Produziert wurde der Film von Keith Barish Productions, vertrieben von der American Broadcasting Company (ABC).
Kurz vor seinem Tod verkaufte Tennessee Williams die Fernsehrechte für 750.000 US-Dollar. Er wusste noch, wer gecastet wurde und gab zur Wahl des Regisseurs seine Zustimmung. Während für die Rolle des Stanley Kowalski unter anderem auch Schauspieler wie Richard Gere, Nick Nolte und Mickey Rourke zur Verfügung standen, wurde für Blanche lediglich Ann-Margret ausgewählt. Allerdings konnte sie Williams selbst nicht mehr kennenlernen. Ihre Zusage erfolgte am 24. Februar 1983, einen Tag bevor der Schriftsteller an einem Flaschenverschluss für Nasenspray oder Augentropfen erstickte.
Um den Südstaatenakzent glaubhaft wiederzugeben, bereitete sich Ann-Margret darauf vor, indem sie ein Wochenende mit einer 20-köpfigen Damenrunde in Montgomery, Alabama, verbrachte. Sie zeichnete die Gespräche auf und nutzte diese dann später, um sich den Akzent besser einprägen zu können.
Im Film erklingt der Titel Til the Blues Get Gone von Marvin Hamlisch und Dean Pitchford.
Der Film wurde schließlich am Sonntag, dem 4. März 1984 vom Sender ABC ausgestrahlt. Die deutschsprachige Veröffentlichung erfolgte am 22. Oktober 1992, dem Tag, als der Film auf VHS erschien. Am 15. März 2017 wurde der Film von Polar Film und der Medien GmbH auf DVD herausgegeben. Veröffentlicht wurde der Film zudem in Bulgarien, Finnland, Ungarn, Norwegen, Polen, Rumänien, Spanien, in der Ukraine und in Venezuela.

## Rezeption

### Kritik
Jeff Jarvis vom People-Magazin meinte, dass Ann-Margret mit „Tennessee Williams wunderbaren Zeilen“ beweise, dass sie „spielen [könne]“. Überhaupt sei der Film eine der „besten Shows des Jahres“.
Das Lexikon des internationalen Films meinte: „Fast wortgetreue, theaternahe (Fernseh-)Neuverfilmung des Bühnenstücks von Tennessee Williams über den unaufhaltsamen Zerfall scheinbarer bürgerlicher Wohlanständigkeit. Ohne dem Drama neue Aspekte zu verleihen, verlässt sie sich ganz auf die hervorragenden Hauptdarsteller.“
Auf der englischen Seite Ferdy on Films werden die Filmversionen von 1951 von Elia Kazan, mit Marlon Brando in der Hauptrolle, und von 1984 von John Erman miteinander verglichen. Ann-Margrets Körperlichkeit gegenüber der Zerbrechlichkeit von Vivien Leigh wirke auch zu ihren Gunsten, heißt es dort. Quaid sei der perfekte Mitch, sanftmütig und freundlich, wenn er er selbst sein dürfe, während er in betrunkenem Zustand desillusioniert zu überstürztem und grausamem Verhalten neige. Karl Malden hingegen sei in dieser Rolle fast ein völliger Fehlzünder. Beverly D’Angelo sei eine tolle Stella. Die Frage, ob Treat Williams den Eindruck von Marlon Brando vergessen lassen werde, wurde mit wahrscheinlich nicht beantwortet, aber er sei auch ein sexy Mann. Zwar explodiere seine Gewalt nicht wie ein Inferno bei Brando, aber man merke ihm den Druck an, unter dem er stehe. Erman schlage ein gemächliches Tempo ein, gebe seinen Schauspielern Raum, um so auch die Stimmungen und Handlungen ihrer Charaktere zu unterstreichen. Abschließend heißt es, dass beide Filmversionen gute Werke seien, man aber einen echten Schatz verpasse, wenn man nur Kazans Film kenne.
Der Redakteur Björn Backes von Power Metal ist der Ansicht, dass John Erman ein „schweres Erbe“ angetreten habe bei der Neuverfilmung des Klassikers. „Von Beginn an“ habe er keine guten Karten, „da er in Treat Williams nur einen durchschnittlichen Vertreter in der Rolle des Brando-Nachahmers“ habe finden können. Auch wenn es unter Umständen an der deutschen Synchronisation liegen könne, gelinge es „Williams in keiner Phase des zweistündigen Melodrams, dem Schatten des ehrwürdigen Superstars zu entwischen“. Ann-Margret hingegen spiele „ihre Rolle mit Leidenschaft und Hingabe“ […] und Beverly D’Angelo stehe „ihr diesbezüglich in kaum etwas nach, wenngleich Ann-Margret sie in der direkten Gegenüberstellung auf die Plätze“ verweise. „Alles in allem“ könne man aber dennoch „von einer unterhaltsamen Neuverfilmung sprechen, an die man zwar nicht den Anspruch stellen“ dürfe, „in gleichwertiger Konkurrenz mit dem Original treten zu können, die aber dennoch über weite Strecken den Geist des Klassikers aus den Fünfzigern versprüh[e] und ihn dank der tollen weiblichen Schauspielerriege auch am Leben“ halte.

### Auszeichnungen
Golden Globe Awards 1985
- Nominierung in der Kategorie „Beste Mini-Serie oder TV-Film“
- „Beste Hauptdarstellerin – Mini-Serie oder TV-Film“ Auszeichnung für Ann-Margret
- „Bester Hauptdarsteller – Mini-Serie oder TV-Film“: Nominierung für Treat Williams

Primetime Emmy Awards 1985
- „Bestes Szenenbild“: James Hulsey & George R. Nelson
- „Beste Kamera“: Bill Butler
- „Bester Schnitt“: Jerrold L. Ludwig
- „Beste Tonmischung“: Richard Raguse, William L. McCaughey, Mel Metcalfe & Terry Porter
- Nominierung in der Kategorie „Bestes Drama/Komödie“
- „Beste Hauptdarstellerin“: Nominierung für Ann-Margret
- „Bester Nebendarsteller“: Nominierung für Treat Williams
- „Beste Nebendarstellerin“: Nominierung für Beverly D’Angelo
- „Bestes Kostümdesign“: Nominierung für Travilla
- „Beste Regie“: Nominierung für John Erman
- Nominierung für den „Besten Tonschnitt“